# Leo Feichtmeier

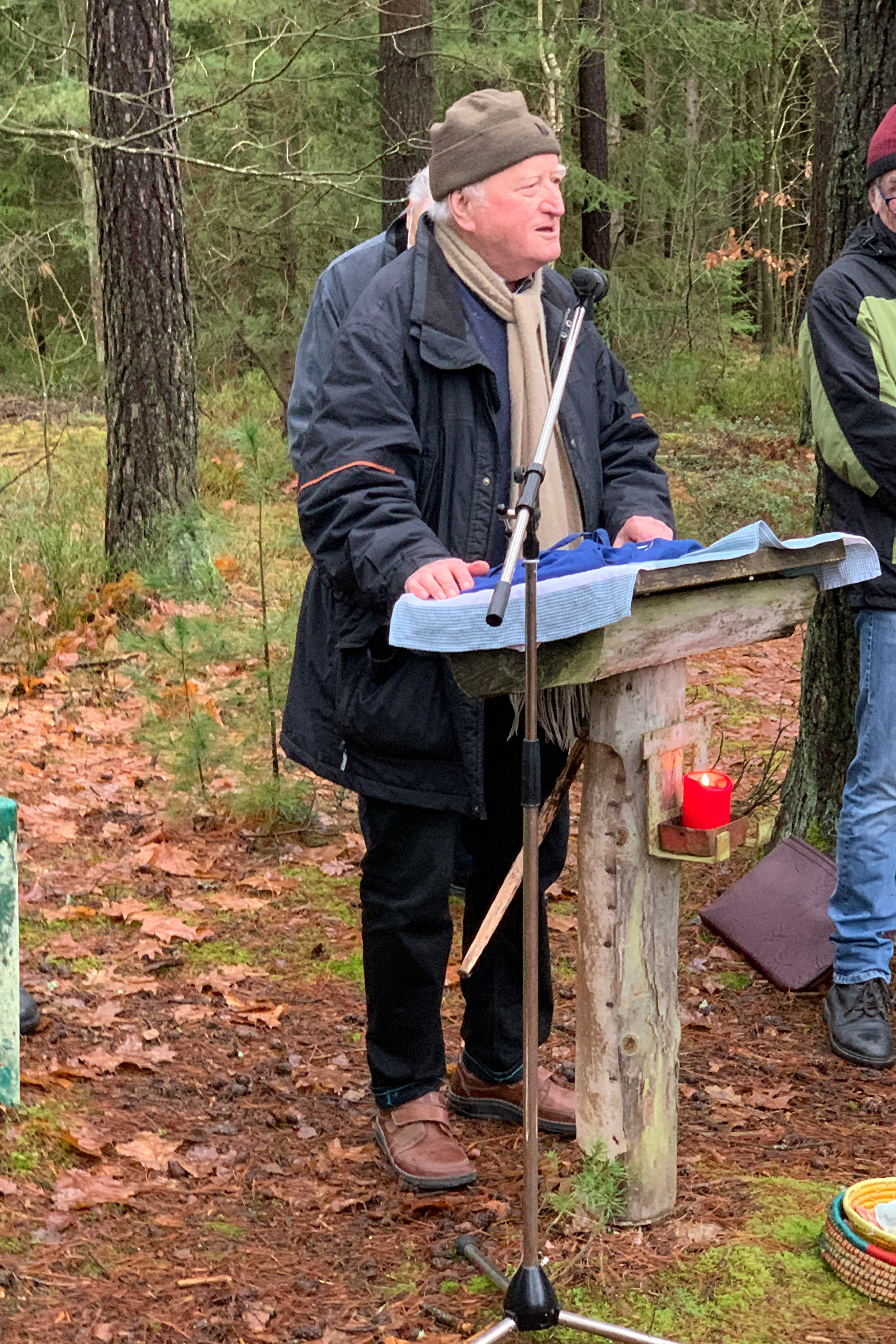
Leo Feichtmeier am Franziskus-Marterl (2023)

Leo Feichtmeier (* 28. Juli 1933 in Freihung; † 24. Mai 2025 in Regensburg) war ein deutscher römisch-katholischer Priester und Gegner der Wiederaufarbeitungsanlage Wackersdorf (WAA).

## Leben und Wirken
Feichtmeier wuchs in Freihung (heute Landkreis Amberg-Sulzbach) zusammen mit zwei Brüdern und einer Schwester auf. Seine Mutter war Schneiderin und der Vater arbeitete bei der Post. Mit elf Jahren kam Feichtmeier ins Internat im Priesterseminar Regensburg. Nach dem Abitur 1952 begann er sein Noviziat bei den Jesuiten und studierte Theologie und Philosophie. Auch zwei seiner Brüder wurden Priester, wobei die Mutter eher kirchenkritisch eingestellt war. Einen großen Teil seiner Priesterausbildung hatte Feichtmeier bei den Jesuiten absolviert, danach entschied er sich, Diözesangeistlicher zu werden. Am 29. Juni 1964 wurde er im Regensburger Dom zum Priester geweiht. Als Kaplan war er in Windischeschenbach und in Roding im Einsatz. Ab 1970 war er Pfarrer und Religionslehrer am Regental-Gymnasium in Nittenau.
Feichtmeier starb am 24. Mai 2025 im Alter von 91 Jahren.

## Kirchenkritische Haltung
Seine kritische Einstellung zur Kirche führte Feichtmeier auf seine Erziehung und Ausbildung bei den Jesuiten zurück. Er meinte, die Kirche sei ein „Feudalsystem“, in der man sich füge und vieles schlucke, und man solle sich „nicht von Rom und den Bischöfen herumkommandieren lassen“. Er forderte, dass die Kirche zum Beispiel anders mit dem Priestermangel umgehen müsste. Man sollte auf die Vorschläge maßgeblicher Theologen eingehen und bewährte verheiratete Männer weihen und auch Männer ohne Abitur zur Priesterweihe zulassen. Daneben sollte man jedem Priester die Entscheidung freistellen, ob er zölibatär leben wolle, denn der derzeitige Zustand sei unhaltbar.
Feichtmeier schrieb oft kirchenkritische Artikel für das Magazin Pipeline des Aktionskreises Regensburg.
Er forderte „viel mehr Mitspracherecht der Basis“ in der Kirche, dazu müssten auch Frauen „aufgewertet“ werden und die Bischöfe sollten von der Basis gewählt werden. Auch die Gottesdienste müssten lebendiger werden und mehr für die Jugend bieten. „Wir sind eine langsam dahinsiechende Kirche mit vielen älteren Leuten.“  Die Segnung gleichgeschlechtlicher Paare sah er nicht als Problem und widersprach dabei seinem Bischof Rudolf Voderholzer.
Er war u. a. im Aktionskreis Regensburg und bei Wir sind Kirche engagiert und wurde dreimal zum Bischof zitiert.

## Gegner der WAA Wackersdorf

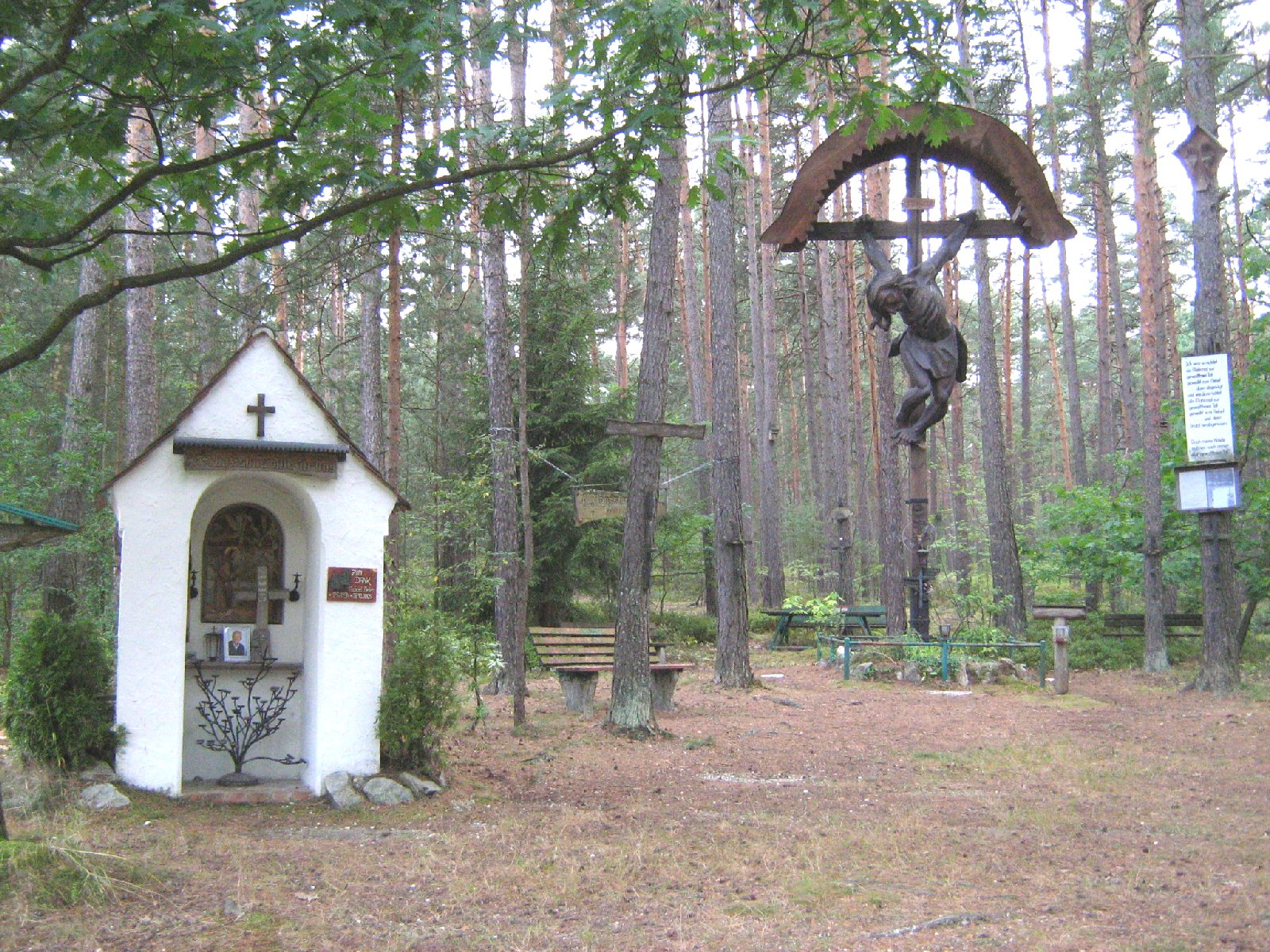
Am Franziskus-Marterl hielt Feichtmeier sonntägliche Andachten

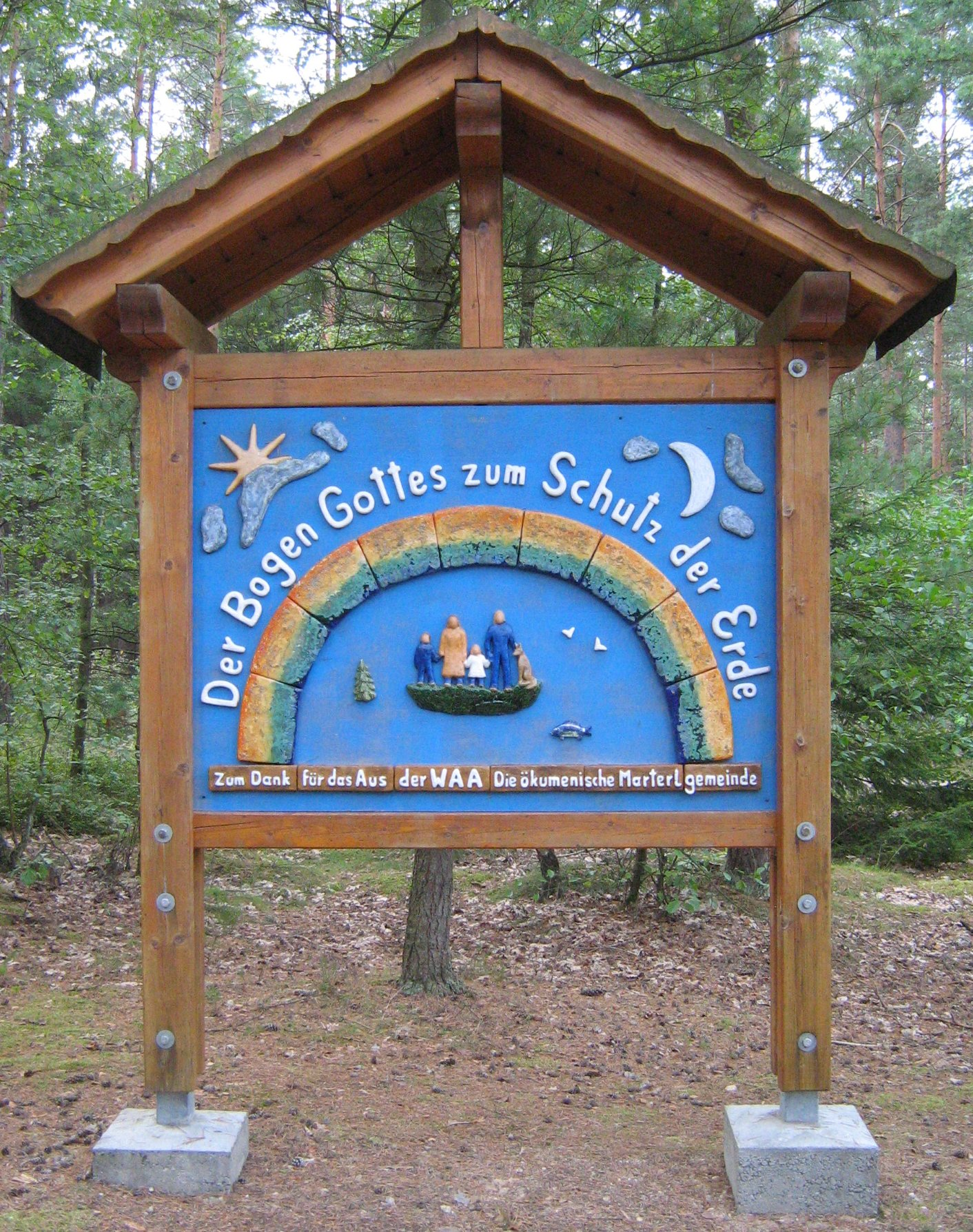
Dank-Denkmal der ökumenischen Marterlgemeinde

Feichtmeier wurde als Gegner der und Demonstrant gegen die Wiederaufarbeitungsanlage Wackersdorf in den 1980er Jahren bekannt. Er war Religionslehrer am Gymnasium, Pfarrer in Nittenau und bei den allsonntäglichen Gottesdiensten am Franziskus-Marterl aktiv. Das bayerische Kultusministerium leitete ein Disziplinarverfahren gegen ihn ein, weil er sich agitatorisch gebärdet und so gegen das Mäßigungsgebot des Beamtengesetzes verstoßen habe.
Feichtmeier schrieb den Text zur Weihe des „Gestohlenen Kreuzes von Wackersdorf“; als das Kreuz im Hüttendorf eine Woche später von der Polizei abgesägt wurde, verlas er über Lautsprecher den Bibeltext über die Kreuzabnahme Jesu (Joh 19,38–40 ). Bei einer ökumenischen Andacht auf dem Schwandorfer Marktplatz im Juni 1986 verlas Feichtmeier den ersten Hirtenbrief gegen die WAA im deutschsprachigen Raum vom Linzer Bischof Maximilian Aichern. Der Regensburger Generalvikar Fritz Morgenschweis meinte, er dürfe sich nicht einmischen, „wenn es um unser Kraftwerk geht!“ „Langsam“ stellte er das Establishment aus Kirchenoberen und CSU in Frage und verlor die Furcht vor den Mächtigen.
Die Pfarrer Leo Feichtmeier, Andreas Schlagenhaufer, Richard Salzl, Albert Kobler, Siegfried Felber hielten die sonntäglichen ökumenischen Andachten am Franziskus-Marterl. Der Regensburger Generalvikar Karl Morgenschweis wies 1986 in einem Brief im Namen von Bischof Manfred Müller die fünf Pfarrer darauf hin, dass keine kirchliche Versicherung für die Versammelten am Franziskus-Marterl bestünde und Eucharistiefeiern am WAA-Gelände verboten wären.

## Auszeichnungen
2021 wurde er mit der Verdienstmedaille des Landkreises Schwandorf ausgezeichnet. In der Begründung heißt es, Feichtmeier ermutige „seit jeher seine Zuhörer und Schüler“, sich eine eigene Meinung zu bilden: „So stand er auch gegen [den] Widerstand der Obrigkeit als ‚WAA-Pfarrer‘ am Bauzaun und predigte für die Demonstranten.“

## Dokumentationen
- Atomstreit in Wackersdorf – Die Geschichte einer Eskalation 2017, Feichtmeier ab Min. 10 und 41[18]
- Einweihung des Solarparks Fronberg durch Leo Feichtmeier und weitere WAA-Gegner 2018[19]
- Zeitzeugen des WAA-Widerstands[20][21] u. a. mit Hans Schuierer, Leo Feichtmeier, Hubert Weiger 2018
- Franziskus-Marterl in Wackersdorf: Christlicher Widerstand gegen Atomkraft auf DLF 2024 mit Leo Feichtmeier, Hans Schuierer, Andreas Schlagenhaufer, Wolfgang Nowak[22]

## Publikationen (Auswahl)
- Interview mit Leo Feichtmeier, Mitglied des Arbeitskreises Theologie und Kernenergie in Regensburg, über die Erfahrungen mit der Amtskirche und der weltlichen Obrigkeit: Ein Traum von Kollegialität. In: Roman Arens, Beate Seitz, Joachim Wille: Wackersdorf. Der Atomstaat und die Bürger. Essen 1987, ISBN 978-3-88474-424-6, S. 98–103.
- Leo Feichtmeier – Arbeitskreis Theologie/Kernergie, in: Radi Aktiv 5/1985, S. 34[23]